# Inés Sastre
Inés Sastre Moretón (Valladolid, 21 de noviembre de 1973) es una modelo y actriz de cine española.

## Biografía
Hija de Eduardo Sastre (f. en 2021) y Candelas Moratón, divorciados. Tiene una hermana dos años mayor llamada como su madre, Candelas, que es abogada. Con doce años ganó un concurso para una campaña publicitaria de McDonald's.
Su primera película fue en 1987 en El Dorado de Carlos Saura, en la que interpretó el papel de Elvira, hija de Lope de Aguirre.
En 1989 salía primera en la competición de la agencia de modelos Elite. No obstante, rechazó firmar el contrato ofrecido por parte de la agencia ya que quería terminar sus estudios. En 1992 empezaba con sus estudios de filología francesa en la universidad La Sorbona de París.
En 1996 sucedió a Isabella Rossellini como la imagen del perfume Trésor de Lancôme. 
En 1997 hizo el papel de Francesca Babini en la película Il testimone dello sposo del director italiano 
Pupi Avati.
En el 2000 alcanzó la fama en Italia como presentadora del Festival de San Remo junto con Fabio Fazio. 
Además, en el año 2003, fue madrina del buque Costa Mediterranea de la compañía italiana Costa Cruceros.
Inés Sastre es embajadora de la UNICEF.
En 2017, Inés Sastre Moretón es implicada en el caso de los llamados Paradise Papers (evasión fiscal).

## Filmografía
- 2007:
  - La cena per farli conoscere de Pupi Avati: Inés Lanza
- 2004:
  - La ciudad perdida de Andy García: Aurora
- 2003: 
  - Volpone de Frédéric Auburtin: Celia
  - Io No de Simona Izzo y Ricky Tognazzi: Laura
- 2002:
  - Variaciones 1/100 de Javier Aguirre
- 2001: 
  - Vercingétorix de Jacques Dorfmann: Epona
  - Torrente 2: Misión en Marbella de Santiago Segura: cantante de cabaret
- 2000: 
  - Vidocq de Pitof: Preah
- 1999: 
  - Un amor de Borges de Javier Torre: Estela Canto
- 1998:
  - Le Comte de Monte Cristo de Josée Dayan: Haydee
- 1997:
  - Il testimone dello sposo (The Best Man) de Pupi Avati: Francesca Babini
- 1995: 
  - Sabrina de Sydney Pollack: una modelo
  - Par-delà les nuages (Al di là delle nuvole) de Michelangelo Antonioni y Wim Wenders: Carmen
  - Faire un film pour moi c'est vivre (documental sobre Beyond the Clouds) de Enrica Antonioni: ella misma
- 1990:
  - Fuga dal paradiso de Ettore Pasculli: Béatrice
- 1988: 
  - El Dorado de Carlos Saura: Elvira
  - Johanna d'Arc of Mongolia de Ulrike Ottinger: Giovanna

## Distinciones honoríficas
- Dama de la Orden de las Artes y las Letras (21/11/2013).[4]